# Маріо Леміна
Маріо Леміна (фр. Mario Lemina, нар. 1 вересня 1993, Лібревіль) — габонський та французький футболіст, півзахисник турецького клубу «Галатасарай» та національної збірної Габону.

## Клубна кар'єра
Маріо Леміна розпочав свою кар'єру футболіста в клубах «Нантерр», «Руела Мальмезон» і «Гаренн». У 2009 році опинився в системі підготовки «Лор'яна». Дебютував у першій команді 22 січня 2013 року в матчі кубка Франції проти «Седана» (1:0). Через чотири дні півзахисник дебютував і в Лізі 1 у матчі проти «Нансі», в якому вийшов на заміну на 74-й хвилині замість Енцо Реаля. Всього за сезон 2012/13 Леміна зіграв за «Лор'ян» 10 матчів у чемпіонаті країни, а з наступного став основним гравцем команди і до кінця літа зіграв ще у 4 матчах Ліги 1.

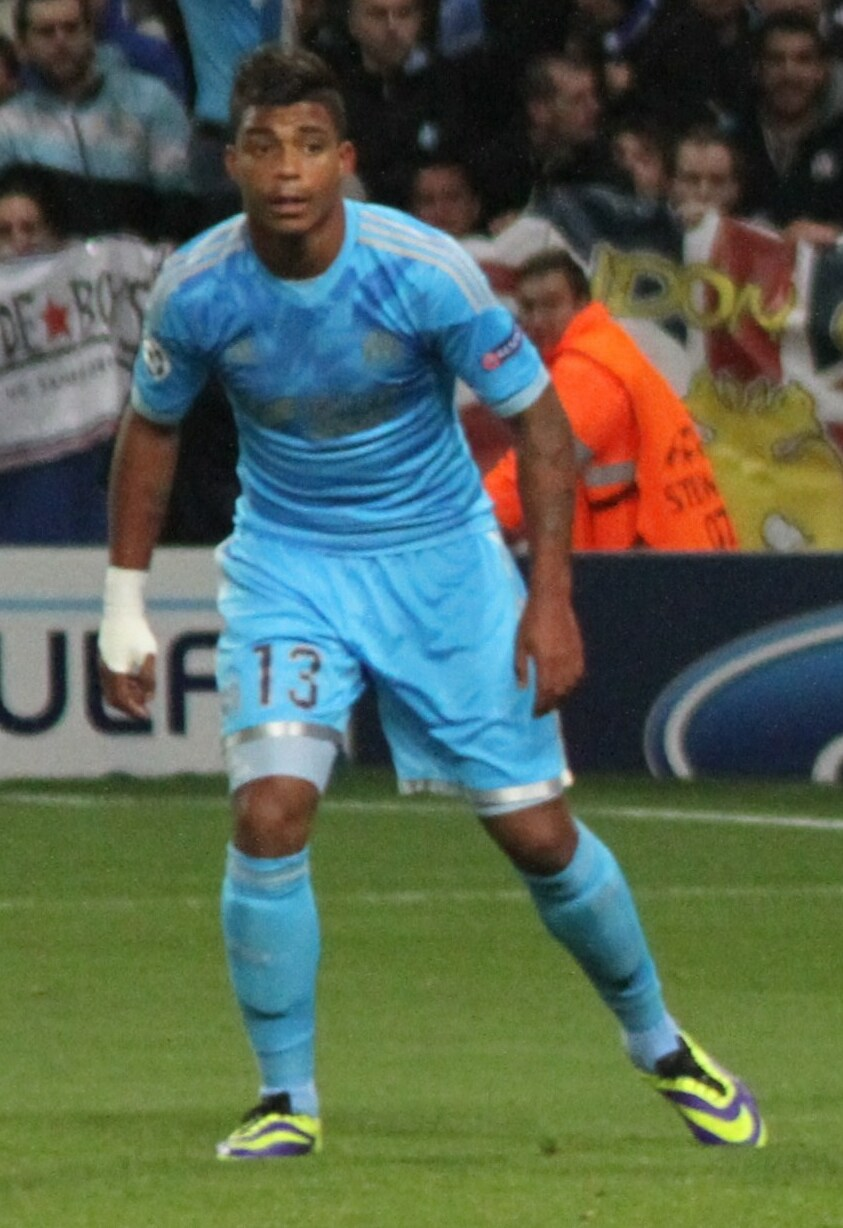
Маріо Леміна під час виступів за «Марсель». 26 листопада 2013 року.

Проте в останні години літнього трансферного вікна, всупереч порадам головного тренера команди Крістіана Гуркюффа, гравець був проданий у «Марсель». Трансфер обійшовся в 4 мільйони євро, плюс молодий півзахисник Рафідін Абдулла, а також річна оренда іншого молодого гравця Ларрі Азуні. У новій команді Леміна протягом першого сезону рідко виходив на поле і лише після приходу на посаду тренера Марсело Б'єлси влітку 2014 року став стабільно залучатись до матчів основи і допоміг команді зайняти четверте місце, провівши 23 матчі в Лізі 1.
31 серпня 2015 року Леміна перейшов в туринський «Ювентус» на правах оренди з правом викупу за 10 мільйонів євро. У зворотному напрямку також на правах оренди відправились Маурісіо Ісла і Паоло Де Чельє. 25 квітня Леміна здобув з «Юве» свій перший титул чемпіона Італії, а чотири дні по тому італійський клуб скористався правом викупу гравця. Протягом того сезону Леміна встиг відіграти за «стару сеньйору» 9 матчів в національному чемпіонаті, а також по одній грі у Кубку Італії та Лізі чемпіонів.

## Виступи за збірні
Маріо Леміна дебютував у збірній Франції для гравців не старше 20 років 11 червня 2013 року в товариському матчі з однолітками з Греції.
. Згодом у складі цієї збірної футболіст брав участь у переможному для французів молодіжному чемпіонаті світу 2013 року. Півзахисник вперше зіграв на турнірі 21 червня 2013 року в матчі групового етапу проти команди Гани та в подальшому провів за команду ще 3 матчі.
13 серпня 2013 року Леміна зіграв свій єдиний матч за молодіжну збірну Франції (U-21). У другому таймі товариського матчу з Німеччиною півзахисник замінив на полі Адріана Рабйо.
На початку 2015 року Леміна був викликаний до національної збірної Габону щоб взяти участь в Кубку африканських націй, але Маріо відмовився від запрошення. Проте вже 2 червня Леміна заявив, що хоче захищати кольори збірної Габону, а не Франції. 28 серпня він був викликаний до лав національної збірної, щоб взяти участь в двох товариських матчах проти Судану і Замбії. Однак його новий клуб, «Ювентус» подав запит до Федерації футболу Габону з проханням відкласти виклик для завершення адміністративних деталей вступу в клуб. Федерація позитивно відреагувала на прохання, тим самим відклавши дебют гравця за збірну.
Дебютував Леміна в офіційних матчах у складі національної збірної Габону 9 жовтня 2015 року в товариській грі проти збірної Тунісу (3:3), в якій відразу забив свій перший гол за збірну. Наразі провів у формі головної команди країни 36 матчів, забивши 3 голи.
| Дата       | Місто      | Господарі    | Результат        | Гості             | Турнір                                   | Голи | Примітки  |
| ---------- | ---------- | ------------ | ---------------- | ----------------- | ---------------------------------------- | ---- | --------- |
| 9-10-2015  | Туніс      | Туніс        | 3 – 3            | Габон             | товариський матч                         | 1    |           |
| 12-10-2015 | Монс       | Габон        | 1 – 2            | ДР Конго          | товариський матч                         | -    | 76'       |
| 14-11-2015 | Лібревіль  | Габон        | 1 – 0 (4-3 п.п.) | Мозамбік          | Відбір до ЧС 2018                        | -    | 45'       |
| 25-3-2016  | Франсвіль  | Габон        | 2 – 1            | Сьєрра-Леоне      | товариський матч                         | -    |           |
| 28-3-2016  | Фрітаун    | Сьєрра-Леоне | 1 – 0            | Габон             | товариський матч                         | -    |           |
| 8-10-2016  | Франсвіль  | Габон        | 0 – 0            | Марокко           | Відбір до ЧС 2018                        | -    |           |
| 12-11-2016 | Бамако     | Малі         | 0 – 0            | Габон             | Відбір до ЧС 2018                        | -    | ЖК        |
| 15-11-2016 | Туніс      | Габон        | 1 – 1            | Коморські Острови | товариський матч                         | 1    |           |
| 14-1-2017  | Лібревіль  | Габон        | 1 – 1            | Гвінея-Бісау      | Кубок африканських націй 2017 - 1-й етап | -    | 73'       |
| 2-9-2017   | Лібревіль  | Габон        | 0 – 3            | Кот-д'Івуар       | Відбір до ЧС 2018                        | -    |           |
| 5-9-2017   | Буаке      | Кот-д'Івуар  | 1 – 2            | Габон             | Відбір до ЧС 2018                        | 1    | 76'       |
| 7-10-2017  | Касабланка | Марокко      | 3 – 0            | Габон             | Відбір до ЧС 2018                        | -    |           |
| 22-3-2018  | Бангкок    | Таїланд      | 0 – 0 (4-2 п.п.) | Габон             | товариський матч                         | -    |           |
| 25-3-2018  | Бангкок    | Габон        | 1 – 0            | ОАЕ               | товариський матч                         | -    | 79'       |
| 8-9-2018   | Лібревіль  | Габон        | 1 – 1            | Бурунді           | Відбір до Кубка африканських націй 2019  | -    |           |
| 12-10-2018 | Лібревіль  | Габон        | 3 – 0            | Південний Судан   | Відбір до Кубка африканських націй 2019  | -    | 66'       |
| 14-11-2019 | Кіншаса    | ДР Конго     | 0 – 0            | Габон             | Відбір до Кубка африканських націй 2021  | -    | 88'       |
| 17-11-2019 | Франсвіль  | Габон        | 2 – 1            | Ангола            | Відбір до Кубка африканських націй 2021  | -    | 70'       |
| 25-3-2021  | Франсвіль  | Габон        | 3 – 0            | ДР Конго          | Відбір до Кубка африканських націй 2021  | -    | 82'       |
| 1-9-2021   | Бенгазі    | Лівія        | 2 – 1            | Габон             | Відбір до ЧС 2022                        | -    |           |
| 5-9-2021   | Франсвіль  | Габон        | 1 – 1            | Єгипет            | Відбір до ЧС 2022                        | -    |           |
| 8-10-2021  | Луанда     | Ангола       | 3 – 1            | Габон             | Відбір до ЧС 2022                        | -    |           |
| 12-11-2021 | Франсвіль  | Габон        | 1 – 0            | Лівія             | Відбір до ЧС 2022                        | -    | 46' 58'   |
| 2-1-2022   | Дубай      | Буркіна-Фасо | 3 – 0            | Габон             | товариський матч                         | -    | Замінений |
| 4-1-2022   | Дубай      | Мавританія   | 1 – 1            | Габон             | товариський матч                         | -    |           |
| 18-6-2023  | Франсвіль  | Габон        | 0 – 2            | ДР Конго          | Відбір до Кубка африканських націй 2023  | -    | 55'       |
| 9-9-2023   | Нуакшот    | Мавританія   | 2 – 1            | Габон             | Відбір до Кубка африканських націй 2023  | -    | 71'       |
| 16-11-2023 | Франсвіль  | Габон        | 2 – 1            | Кенія             | Відбір до ЧС 2026                        | -    | 68'       |
| Усього     |            | Матчів       | 28               |                   | Голів                                    | 3    |           |

## Титули і досягнення
- Чемпіон Італії (2):

«Ювентус»: 2015-16, 2016-17
- Володар Кубка Італії (2):

«Ювентус»: 2015-16, 2016-17
- Володар Кубка Туреччини (1):

«Галатасарай»: 2024-25
- Чемпіон Туреччини (1):

«Галатасарай»: 2024-25
- Молодіжний чемпіон світу:

Франція U-20 : 2013